# 藤浦敦
藤浦 敦（ふじうら あつし、1930年1月1日 - 2023年5月28日）は、日本の映画監督・プロデューサー、脚本家、落語作家。
東京都港区赤坂出身で、実家は青果問屋の家系。先々代藤浦周吉（三周）が初代三遊亭圓朝一門を経済的に支援した縁から「圓朝」の名跡を預かることになり、「三遊派宗家」を名乗る。

## 略歴
祖父は藤浦周吉（三周）、父は東京市会議員も務め東京中央青果株式会社（現在の東京シティ青果株式会社）の初代社長で三遊亭圓朝関連の著書も多数出版した藤浦富太郎。
1952年早稲田大学政治経済学部卒業後、同大学大学院国文科を中退し、読売新聞記者を経て、1954年、日活入社。助監督となり、伊藤大輔監督を師と仰ぐ。
1971年『喜劇・いじわる大障害』で監督デビュー。ロマンポルノ時代の日活にて『江戸艶笑夜話 蛸と赤貝』、『くいこみ海女 乱れ貝』など20数本を監督。1988年の路線転換以降はプロデューサーに転じ『徳川の女帝 大奥』、『落陽』を担当。
2023年5月28日、死去。93歳没。

## 監督
- 1958.3.05 - 美しき不良少女（日活、助監督）
- 1960.3.16 - 香港秘令0号 （日活、助監督）
- 1960.10.8 - すべてが狂ってる（日活、助監督）
- 1961.3.6 - 花と娘と白い道（日活、助監督）
- 1963.8.11 - 美しい暦（日活、助監督）
- 1964.1.25 - こんにちは、20歳（日活、助監督）
- 1964.4.29 - 潮騒（日活、助監督）
- 1971.3.20 - 喜劇 いじわる大障害（日活）
- 1974.9.11 - 江戸艶笑夜話　蛸と赤貝（日活）
- 1976.10.20 - 東京秘密ホテル けものの戯れ（日活）
- 1977.7.23 - 夜這い海女（日活）
- 1978.4.1 - 出張トルコ また行きます（日活）
- 1979.2.3 - 好色美容師 肉体の報酬（にっかつ）
- 1979.12.8 - 快楽昇天風呂（にっかつ）
- 1980.7.5 - 若後家海女 うずく（にっかつ）
- 1980.12.5 - セックスドック 淫らな治療（にっかつ）
- 1981.6.26 - 色情海女 ふんどし祭り（にっかつ）
- 1981.12.11 - 快楽温泉郷 女体風呂（にっかつ）
- 1982.7.9 - くいこみ海女 乱れ貝（にっかつ）
- 1982.12.3 - 温泉芸者 湯舟で一発（にっかつ）
- 1983.9.16 - お嬢さんの股ぐら（にっかつ）
- 1984.5.25 - 宇能鴻一郎の伊豆の踊子（にっかつ）
- 1984.12.8 - 女子大生 温泉芸者（にっかつ）
- 1985.7.20 - 絶倫海女 しまり貝（にっかつ）
- 1986.2.22 - スワップ診察室 密しぶき（にっかつ）
- 1986.9.23 - （生）ビデオルーム なまつば愛撫（にっかつ）
- 1987.9.19 - 痴漢サギ師 まさぐる指先（にっかつ撮影所）

## 脚本
- 1973.4.25 - （秘）大奥外伝 淫薬おんな狂乱（日活）
- 1974.9.11 - 江戸艶笑夜話 蛸と赤貝（日活）
- 1981.6.26 - 色情海女 ふんどし祭り（にっかつ）
- 1981.12.11 - 快楽温泉郷 女体風呂（にっかつ）
- 1982.7.9 - くいこみ海女 乱れ貝（にっかつ）
- 1982.12.3 - 温泉芸者 湯舟で一発（にっかつ）
- 1992.9.15 - 落陽（にっかつ撮影所）

## 製作
- 1988.8.27 - 徳川の女帝 大奥（にっかつ、プロデューサー）
- 1992.9.15 - 落陽（にっかつ撮影所、総合プロデューサー・総監修）

## 著書
- 『新籠釣瓶 立川談志人情噺集』にっかつ芸能、1979年5月
- 『三遊亭円朝の遺言』新人物往来社、1996年。落語随筆集
- 『立川談志落語集 定本九州吹戻し』新人物往来社、2001年
- 『日活不良監督伝 だんびら一代 藤浦敦』（洋泉社 映画秘宝、2016年2月）[2]

他に落語関連本の監修